# 中嶋一輝
中嶋 一輝（なかじま かずき、1993年5月28日 - ）は、日本のプロボクサー。奈良県大和郡山市出身。大橋ボクシングジム所属。現OPBF東洋太平洋スーパーバンタム級王者。元OPBF東洋太平洋バンタム級王者。元WBOアジアパシフィックスーパーバンタム級王者。

## 来歴

### バンタム級
中学からボクシングを始めた。弟の憂輝もプロボクサー。奈良朱雀高校卒業後、芦屋大学に入学。
2017年6月25日、プロデビュー戦を1回KO勝ち。
2019年7月23日、後楽園ホールで渡辺健一とGOD'S LEFTバンタム級トーナメント準々決勝を行い、1回2分2秒TKO勝ちで準決勝に進出。同年11月9日、後楽園ホールで南出仁とGOD'S LEFTバンタム級トーナメント準決勝を行い、1回2分34秒TKO勝ちで決勝進出。
2020年1月28日、後楽園ホールで日本スーパーフライ級18位の堤聖也とGOD'S LEFTバンタム級トーナメント決勝を行い、8回1-0（77-75、76-76×2）で引き分けとなるも、優勢点でトーナメント王者となった。
2021年5月21日、後楽園ホールでOPBF東洋太平洋バンタム級10位の千葉開とOPBF東洋太平洋同級王座決定戦を行い、12回3-0（116-112、117-111、119-109）で判定勝ちを収め王座を獲得した。
2021年10月19日、後楽園ホールで元OPBF東洋太平洋バンタム級王者でOPBF東洋太平洋同級2位の栗原慶太とOPBF東洋太平洋バンタム級タイトルマッチを行うも、3回52秒TKO負けを喫し王座から陥落した。

### スーパーバンタム級
2022年7月12日、後楽園ホールで井上尚弥に挑戦した経験を持つペッバーンボーン・ゴーキャットジムとスーパーバンタム級8回戦で対戦し、5回2分3秒TKO勝ちを収めた。
2023年2月16日、後楽園ホールでWBOアジアパシフィック同級3位のケニー・デメシーリョとWBOアジアパシフィック同級王座決定戦を行い、8回2分45秒TKO勝ちを収め王座を獲得した。
2023年6月29日、後楽園ホールで元IBF世界スーパーバンタム級王者およびWBOアジアパシフィック同級5位のTJ・ドヘニーとWBOアジアパシフィック同級タイトルマッチを行うも、4回2分32秒TKO負けを喫し王座から陥落した。
2024年2月22日、後楽園ホールでOPBF東洋太平洋スーパーバンタム級5位の中川麦茶とOPBF東洋太平洋スーパーバンタム級王座決定戦を行い、12回3-0（119-109、120-108×2）の判定勝ちで王座獲得に成功したと同時にOPBF王座の2階級制覇を果たした。
2024年8月27日、後楽園ホールでOPBF東洋太平洋スーパーバンタム級11位および日本同級9位の和氣慎吾とOPBF東洋太平洋同級タイトルマッチを行い、2回に左フックを効かせてからラッシュをかけて左ストレートでダウンを奪い、2回2分11秒KO勝ちを収め初防衛に成功した。なお、対戦相手の和氣は試合から1ヶ月後の2024年9月26日付で現役を引退した。
2024年12月12日、後楽園ホールで元世界王者辰吉丈一郎の次男でOPBF東洋太平洋スーパーバンタム級6位の辰吉寿以輝とOPBF東洋太平洋同級タイトルマッチを行い、2回に強烈な左フックがヒットし、辰吉が大の字に倒れたところでレフェリーがノーカウントで試合をストップ。2回2分13秒KO勝ちを収め2度目の防衛に成功した。

## 戦績
- アマチュアボクシング：87戦 72勝 (30KO) 15敗
- プロボクシング：21戦 18勝 (15KO) 2敗 1分

| 戦           | 日付           | 勝敗 | 時間    | 内容    | 対戦相手                               | 国籍         | 備考                                                               |
| ------------ | -------------- | ---- | ------- | ------- | -------------------------------------- | ------------ | ------------------------------------------------------------------ |
| 1            | 2017年6月25日  | ☆    | 1R 1:49 | KO      | アランカン・ウォラクット               | タイ         | プロデビュー戦                                                     |
| 2            | 2017年8月30日  | ☆    | 1R 0:26 | KO      | レスヌ・スンダバ                       | インドネシア |                                                                    |
| 3            | 2017年12月30日 | ☆    | 6R      | 判定3-0 | 東大河（ナカザト）                     | 日本         |                                                                    |
| 4            | 2018年3月26日  | ☆    | 1R 1:25 | TKO     | シリポン・プラスロエドポン             | タイ         |                                                                    |
| 5            | 2018年8月27日  | ☆    | 5R 終了 | TKO     | 藤岡拓弥（VADY）                       | 日本         |                                                                    |
| 6            | 2018年12月3日  | ☆    | 7R 2:27 | TKO     | 宇津見義広（ワタナベ）                 | 日本         |                                                                    |
| 7            | 2019年7月23日  | ☆    | 1R 2:02 | TKO     | 渡辺健一（ドリーム）                   | 日本         | GOD’S LEFTバンタム級トーナメント予選                               |
| 8            | 2019年11月9日  | ☆    | 1R 2:34 | TKO     | 南出仁（セレス）                       | 日本         | GOD’S LEFTバンタム級トーナメント準決勝                             |
| 9            | 2020年1月28日  | △    | 8R      | 判定1-0 | 堤聖也（角海老宝石）                   | 日本         | GOD’S LEFTバンタム級トーナメント決勝 ※優勢点によりトーナメント優勝 |
| 10           | 2020年9月16日  | ☆    | 3R 2:39 | TKO     | 野村健太（仲里）                       | 日本         |                                                                    |
| 11           | 2021年5月21日  | ☆    | 12R     | 判定3-0 | 千葉開（横浜光）                       | 日本         | OPBF東洋太平洋バンタム級王座決定戦                                 |
| 12           | 2021年10月19日 | ★    | 3R 0:52 | TKO     | 栗原慶太（一力）                       | 日本         | OPBF陥落                                                           |
| 13           | 2022年3月8日   | ☆    | 1R 3:00 | KO      | 川島翔平（真正）                       | 日本         |                                                                    |
| 14           | 2022年7月12日  | ☆    | 5R 2:03 | TKO     | ペッバーンボーン・ゴーキャットジム     | タイ         |                                                                    |
| 15           | 2022年10月25日 | ☆    | 8R 2:18 | TKO     | コンファー・ナコンルアンプロモーション | タイ         |                                                                    |
| 16           | 2023年2月16日  | ☆    | 8R 2:45 | TKO     | ケニー・デメシーリョ                   | フィリピン   | WBOアジア太平洋スーパーバンタム級王座決定戦                        |
| 17           | 2023年6月29日  | ★    | 4R 2:32 | TKO     | テレンス・ジョン・ドヘニー             | アイルランド | WBOアジア太平洋陥落                                                |
| 18           | 2024年2月22日  | ☆    | 12R     | 判定3-0 | 中川麦茶（一力）                       | 日本         | OPBF東洋太平洋スーパーバンタム級王座決定戦                         |
| 19           | 2024年8月27日  | ☆    | 2R 2:11 | KO      | 和氣慎吾（FLARE山上）                  | 日本         | OPBF防衛1                                                          |
| 20           | 2024年12月12日 | ☆    | 2R 2:13 | KO      | 辰吉寿以輝（大阪帝拳）                 | 日本         | OPBF防衛2                                                          |
| 21           | 2025年6月15日  | ☆    | 3R 2:57 | TKO     | 大嶋剣心（一力）                       | 日本         | OPBF防衛3                                                          |
| テンプレート |                |      |         |         |                                        |              |                                                                    |

## 獲得タイトル
- アマチュア
  - 第70回国体成年の部バンタム級 優勝
- プロ
  - GOD’S LEFTバンタム級トーナメント 優勝
  - 第50代OPBF東洋太平洋バンタム級王座（防衛0）
  - WBOアジアパシフィックスーパーバンタム級王座（防衛0）
  - 第47代OPBF東洋太平洋スーパーバンタム級王座（防衛3）